# Valse baard

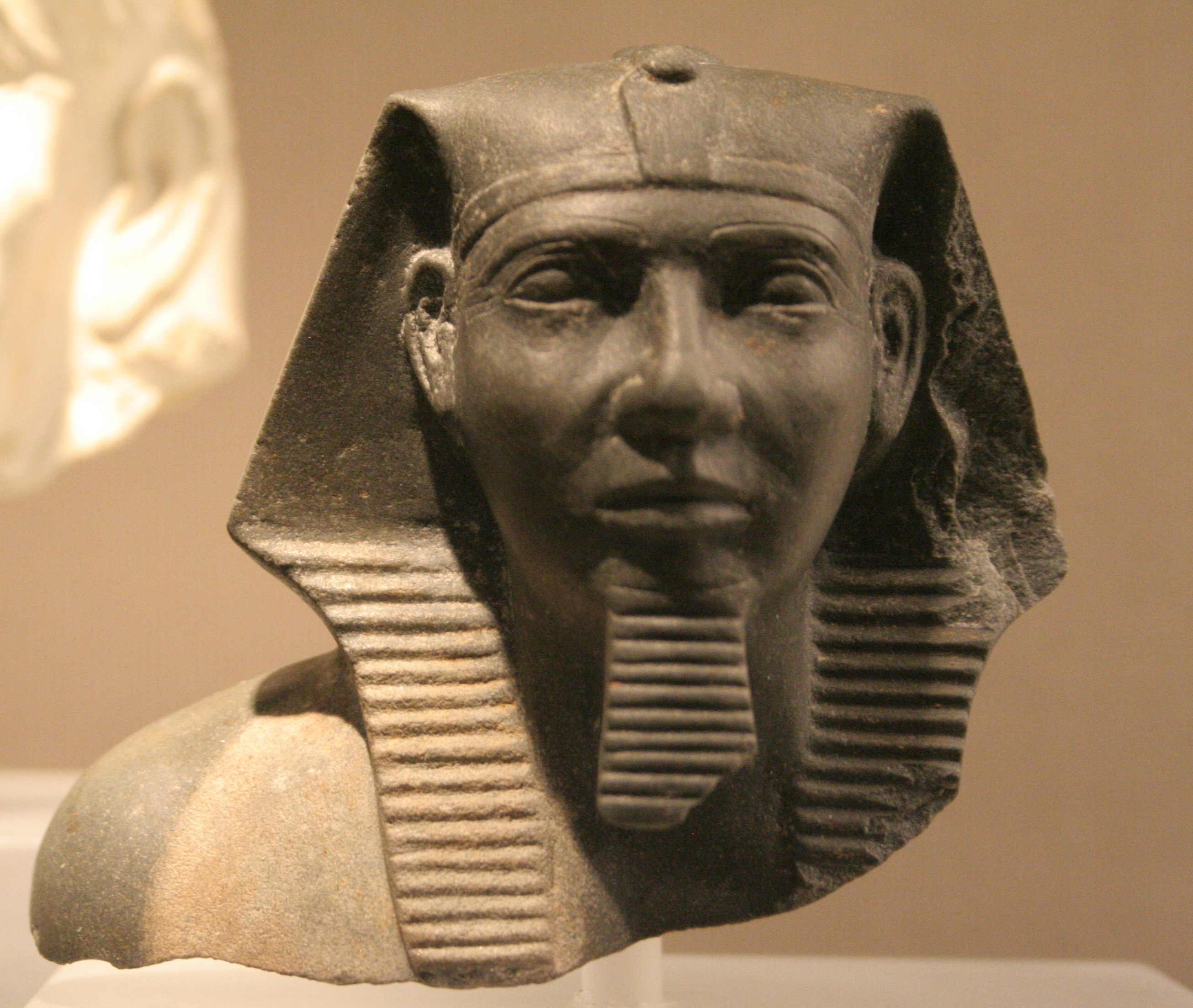
Hoofd van een standbeeld van Chefren, waarop de valse baard goed te herkennen is

De valse baard (Oudegyptisch: dw3-wr, lees doua-our) was in het oude Egypte een van de faraonische regalia en was een gevlochten, valse baard, die met een fijne riem aan het gezicht was bevestigd en bij ceremoniële gelegenheden werd gedragen, waardoor men het ook wel ceremoniële baard noemt. De valse baard is sinds de Proto-dynastieke Periode bekend. Bekende farao's die zich met valse baard lieten afbeelden, zijn onder andere Narmer (1e dynastie), Djoser (3e dynastie) en Ramses II (19e dynastie).
Ook vrouwen die de staatsmacht bekleden, werden met de valse baard als teken van de macht voorgesteld, zoals Chentkaoes I (4e dynastie) en Hatsjepsoet (18e dynastie).
Ook Egyptische goden droegen valse baarden van lapis lazuli, waardoor men vermoedt dat de valse baard de goddelijke status van de farao moest benadrukken.